# Five Minutes With Arctic Monkeys
Five Minutes With Arctic Monkeys är bandet Arctic Monkeys debut-EP, utgiven 2005. Bara 1000 CD-skivor producerades vilket gör den väldigt eftertraktad av Arctic Monkeys fans. Båda låtarna på skivan återfinns på gruppens debutalbum Whatever People Say I Am, That's What I'm Not.

## Låtlista
1. "Fake Tales of San Francisco" – 3:00
2. "From the Ritz to the Rubble" – 3:11